# 間部詮允
間部 詮允（まなべ あきさね / あきざね）は、越前鯖江藩の第6代藩主。間部家7代。第5代藩主・間部詮熙の長男。母は家臣・近藤氏の娘。正室は亀井矩賢の娘・載子（英松院）。
鯖江に生まれる。幼名は直之助。寛政12年（1800年）、世子となる。文化2年（1805年）12月、従五位下・主膳正に叙任する。文化8年（1811年）12月に父が死去したため、翌年3月16日に跡を継いだ。
外桜田門番役などを務めた。また、藩校・進徳館を創設して文学を奨励し、藩士の家禄制度を改正するなどして藩政の再建に尽力したが、文化11年（1814年）7月17日の参勤交代途上に急死した（死去の月日は5月27日とする史料もある）。享年25。家督は弟の詮勝が養嗣子となって継いだ。法号は馨香院。墓所は鯖江市深江町の万慶寺。

## 系譜
父母
- 間部詮熙（父）
- 近藤氏 - 側室（母）

正室
- 載子 - 亀井矩賢の娘

子女
- 惇 - 永井直寛正室

養子
- 間部詮勝 - 実弟